# Suwak nawigacyjny

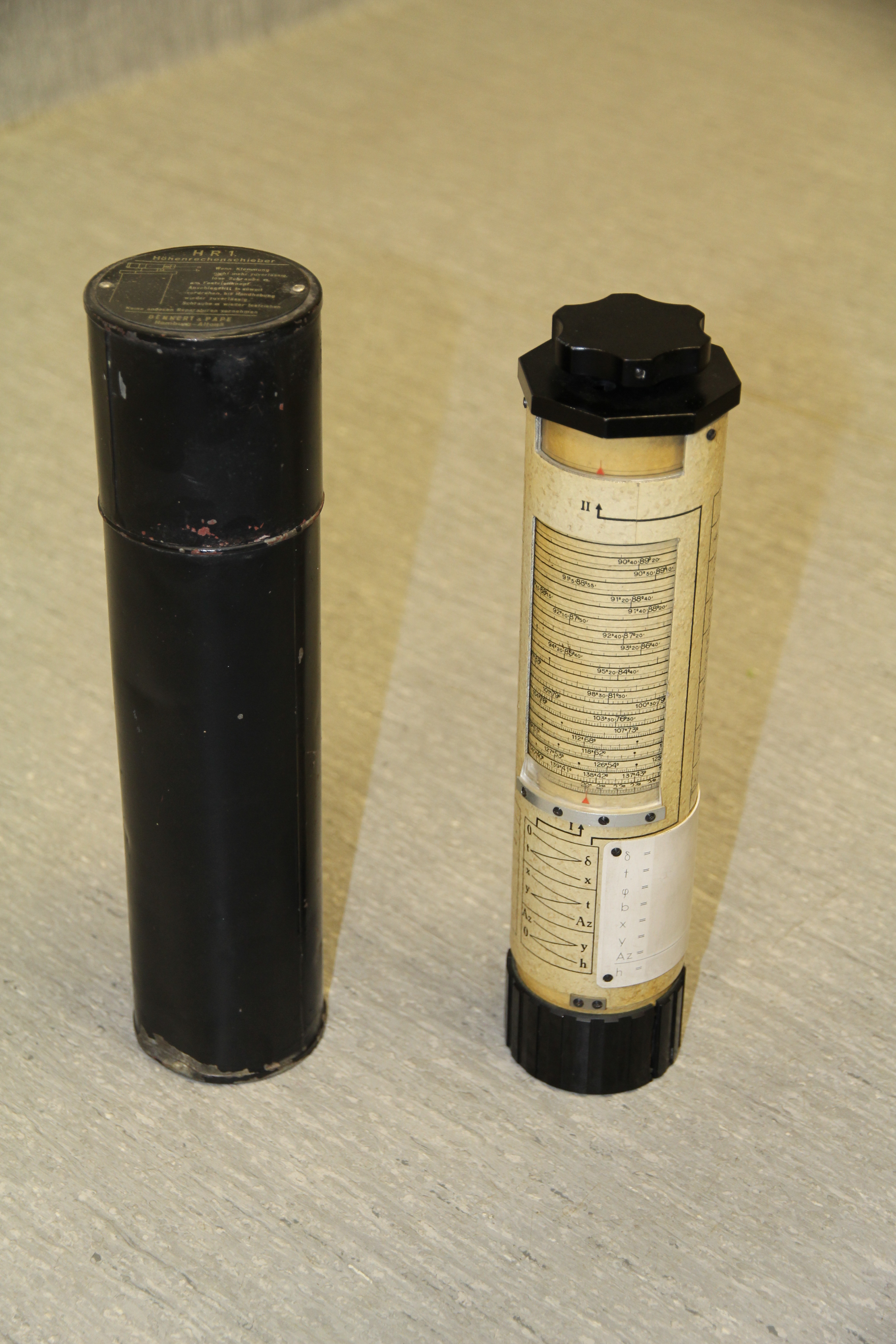
Niemiecki suwak nawigacyjny HR1 firmy Dennert & Pape z czasów II wojny światowej, ze zbiorów Obserwatorium Astronomicznego UAM w Poznaniu

Suwak nawigacyjny nazywany też suwakiem Bygrave'a - przyrząd używany w astronawigacji lotniczej, będący rodzajem suwaka logarytmicznego, umożliwiający rozwiązywanie kilku podstawowych trójkątów sferycznych używanych w astronomii sferycznej (przy wykorzystaniu algorytmu Napiera) z dokładnością do 1 minuty łuku i w czasie wystarczająco krótkim dla potrzeb nawigacji lotniczej. Składa się z koncentrycznie osadzonych, ruchomych względem siebie cylindrów, na których naniesione są spiralne podziałki. Wynaleziony w pierwszej połowie XX wieku przez kapitana RAF L.G.Bygrave. W czasie II wojny światowej nieco zmodyfikowana odmiana suwaka była produkowana w Niemczech na potrzeby Luftwaffe przez firmę Dennert & Pape (wersje HR1, MHR1 i HR2). Obecnie ze względu na powszechne użycie komputerów praktycznie nie stosowany.